# Metro van Parijs
De Metro van Parijs of Métropolitain (Frans: Métro de Paris) is het belangrijkste middel van openbaar vervoer in Parijs. Ruim een eeuw na de opening van eerste lijn tijdens de Wereldtentoonstelling van 1900, zijn er zestien lijnen die een netwerk vormen met een lengte van 245,6 kilometer en 321 stations, met vier additionele lijnen in aanbouw. De Parijse metro is na de Moskouse metro de drukste metro van Europa; per dag maken meer dan 5,2 miljoen mensen er gebruik van. Op werkdagen rijdt de metro van 5.30 uur 's ochtends tot 1.15 uur 's nachts. In het weekend rijdt de metro tot circa 2.15 uur 's nachts. De Parijse metro wordt geëxploiteerd door de Régie Autonome des Transports Parisiens (RATP).

## Gebruik
Alle lijnen hebben zowel een kleur als een nummer. Dezelfde systematiek wordt gebruikt voor de borden in de stations. De lijnen van de RER (het regionaal expresnet) kunnen ook met een metrokaartje worden gebruikt. Van het lijnennet wordt een papieren plattegrond uitgegeven en een applicatie voor verschillende types smartphones. De metro is een ideaal vervoermiddel om snel door Parijs te reizen.
De verschillende lijnen rijden elk over hun eigen sporen. Bij normale exploitatie is er geen enkel spoor dat door meer dan één lijn gebruikt wordt. Wel bestaan er tussen de lijnen verbindingen (zogenaamde raccordements) die het mogelijk maken om metrotreinen van de ene naar de andere lijn te laten rijden.
Overstapstations (correspondances) worden aangeduid met een wit rondje op de plattegrond. Op deze stations kan men overstappen op een andere lijn. Bij het overstappen moet men door de gangen van het station naar een ander spoor lopen. De meeste stations, ook de overstapstations, zijn slecht toegankelijk voor mindervalide personen. Er zijn weinig liften en de tourniquets hebben een beperkte breedte.

### Tariefsysteem
Er zijn losse tickets te koop (Ticket Métro-Train-RER) en één- of meerdaagse passen voor toeristen (Forfait Paris Visite). In de stationshal gaat een tourniquet alleen open indien een geldig toegangsbewijs wordt ingevoerd; bij de RER is het invoeren van het kaartje nodig bij de uitgangen. Het is nodig om het kaartje gedurende de hele rit te bewaren, want er worden soms controles uitgevoerd.
Inwoners van Île-de-France reizen in de metro veelal met een Navigo, een pas op creditcardformaat met een RFID-chip waarmee men een tourniquet kan passeren. De Navigo, die de Carte Orange heeft opgevolgd, kan worden voorzien van een tegoed voor een dag (Navigo Jour), week (Navigo Semaine), maand (Navigo Mois) of een jaar (Navigo Annuel). Voor deze abonnementen is een pasfoto nodig.
Parijs was nog tot 1 augustus 1991 het laatste metrosysteem waar een eerste klas werd gevoerd. Al sinds 1982 mochten reizigers met kaartjes voor de tweede klas in de spits ook gebruikmaken van het eersteklas gedeelte. Dit had dezelfde stoelen en inrichting als de tweede klas maar was apart gemarkeerd.

#### Ticket t+
Met een kaartje (Ticket t+, nog geldig tot eind 2025) kan men maximaal anderhalf uur onder de grond reizen en (binnen een zone) zo vaak overstappen als men wil. Zodra men het systeem verlaat en daarna weer wil instappen, moet men een nieuw kaartje gebruiken. Als men binnen anderhalf uur het kaartje opnieuw gebruikt, is het technisch mogelijk opnieuw toegang te krijgen tot de metro. Bij een eventuele controle is te zien dat het ticket tweemaal is afgestempeld en daarmee wordt het voor ongeldig aangezien.
Vanaf 2021 zijn de papieren boekjes (carnet) met meerdere tickets t+ afgeschaft, dit vanwege de grote hoeveelheden tickets die in het milieu terecht komen. Individuele t+ tickets zijn wel nog op papier te koop.

#### Navigo Easy
Vanaf 2020 is in de plaats de Navigo Easy geïntroduceerd. Deze pas werkt net als een Belgische MoBIB kaart of een Nederlandse OV-chipkaart maar dan hoeft er geen geld op worden gezet. Je kunt kiezen uit verschillende mogelijkheden zoals een dagkaart of een maandkaart, de kaart is anoniem en 5 jaar geldig.

## Bekende stations
De metrostations worden meestal aangegeven door het bord 'Métropolitain' in groene art-nouveau-letters, een rode lantaarn met in het wit het woord 'Métro' of een grote gele 'M' in een cirkel en zijn overal gemakkelijk te vinden. Bij de nieuwere stations van lijn 14 treft men zogenaamde "totems" aan die een moderne aanduiding hebben van de 'M' in een cirkel. De uitgang wordt aangegeven met blauwe borden met het woord 'sortie', overstappers volgen de oranje borden met het woord 'correspondance' of door simpelweg de aanduiding van de gewenste lijn te volgen.
De bekendste Parijse metrostations zijn die waar men uitstapt voor de bezienswaardigdheden van Parijs zoals:
- Anvers (voor de Sacré-Cœur)
- Hôtel de Ville (voor het Stadhuis van Parijs)
- Champ de Mars - Tour Eiffel (RER) / Bir-Hakeim (Eiffeltoren)
- Invalides (voor het Hôtel des Invalides)
- Pigalle / Blanche (voor de Moulin Rouge)
- Charles de Gaulle - Étoile (voor de Arc de Triomphe)
- Palais Royal - Musée du Louvre (voor het Palais-Royal en het Louvre)
- Cité (voor Notre-Dame)
- Havre - Caumartin (voor de grote warenhuizen rond de Boulevard Haussmann)

De afstand tussen twee stations is met gemiddeld 580 meter kleiner dan bij de meeste andere metrosteden. Dit komt doordat de architect van de Parijse metro, Fulgence Bienvenüe, het netwerk ontwierp met de opvatting dat men nooit verder zou moeten lopen dan enkele honderden meters om een metrostation te bereiken.

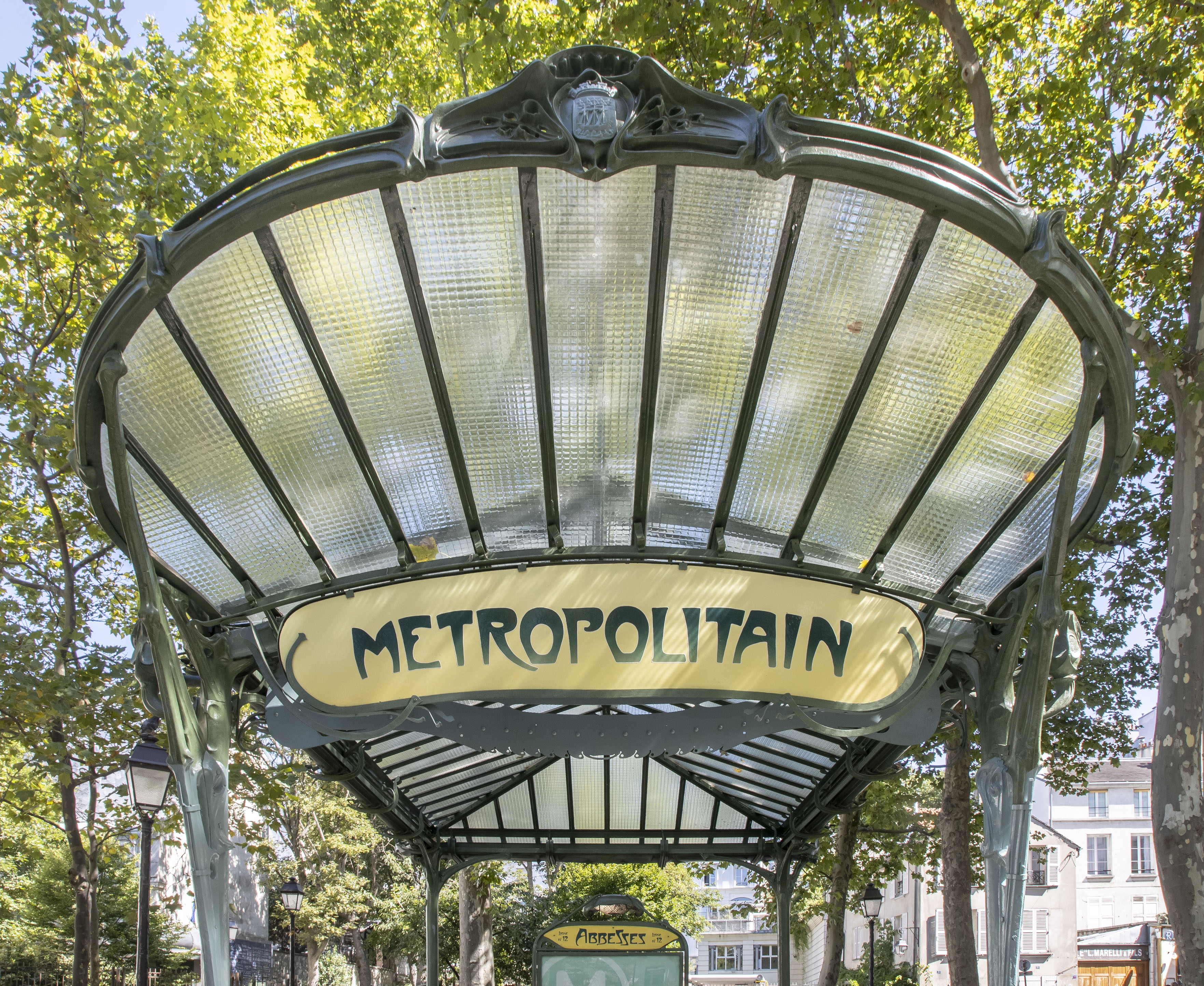
Abbesses
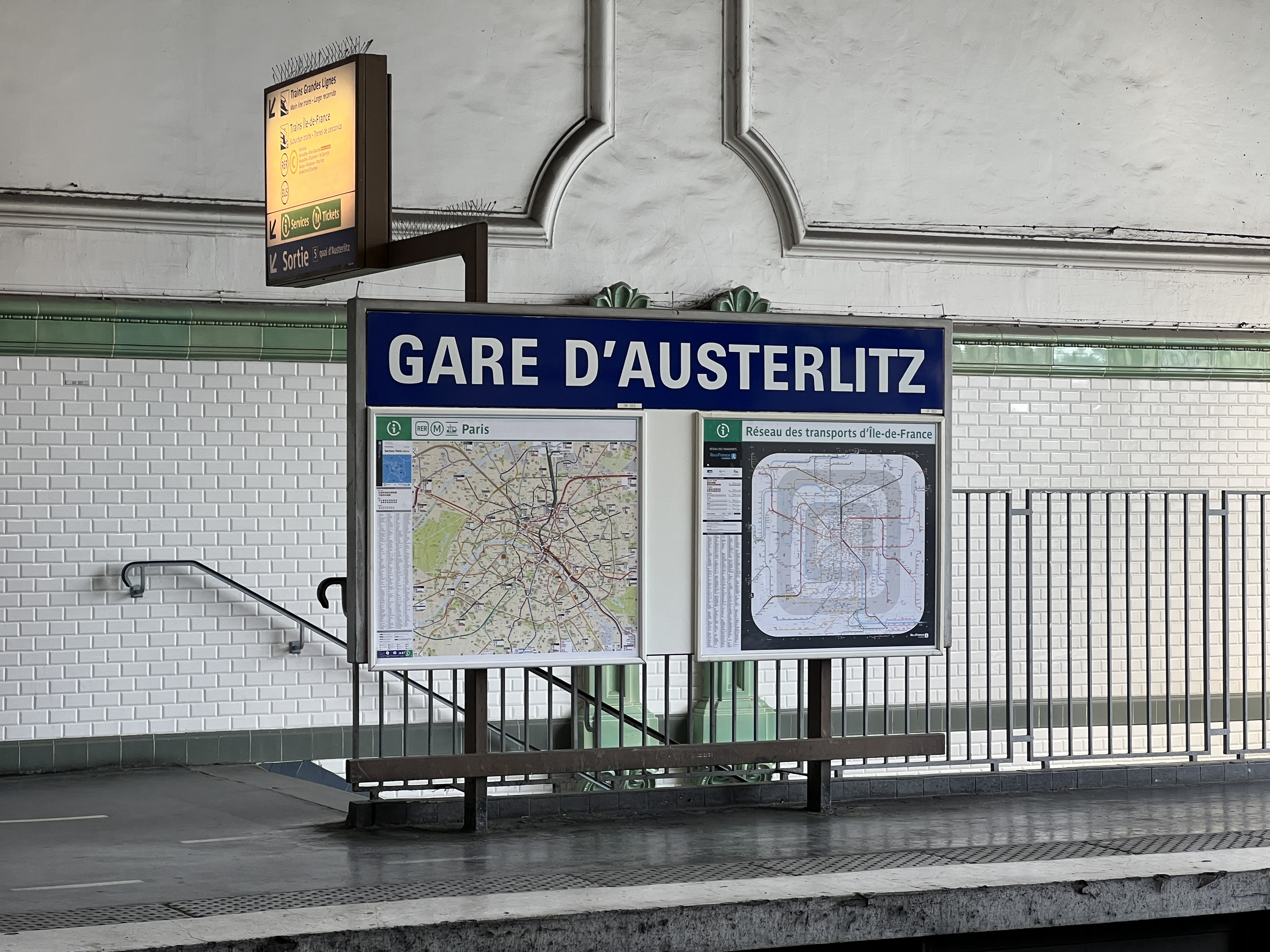
Gare d'Austerlitz
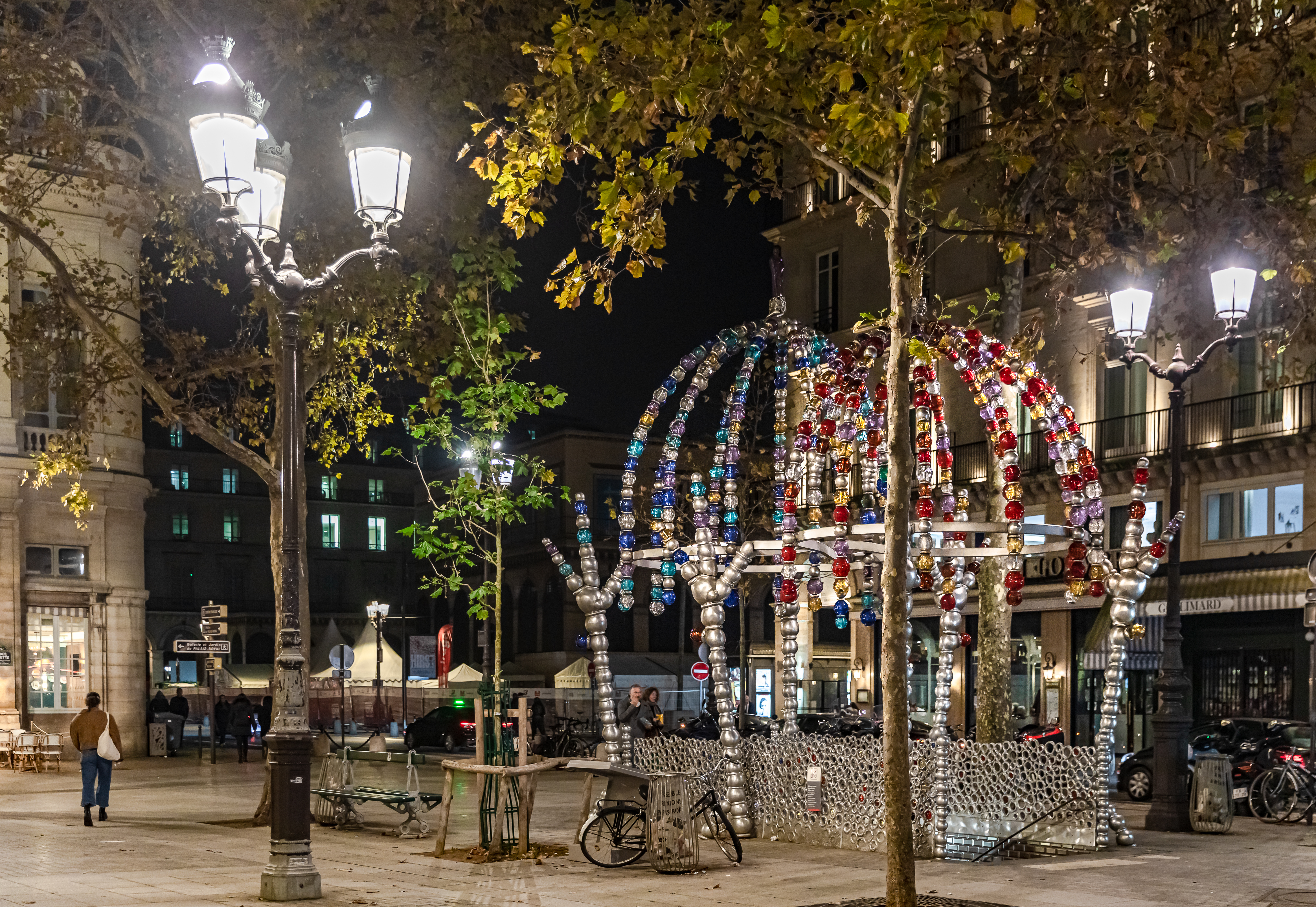
Palais Royal - Musée du Louvre
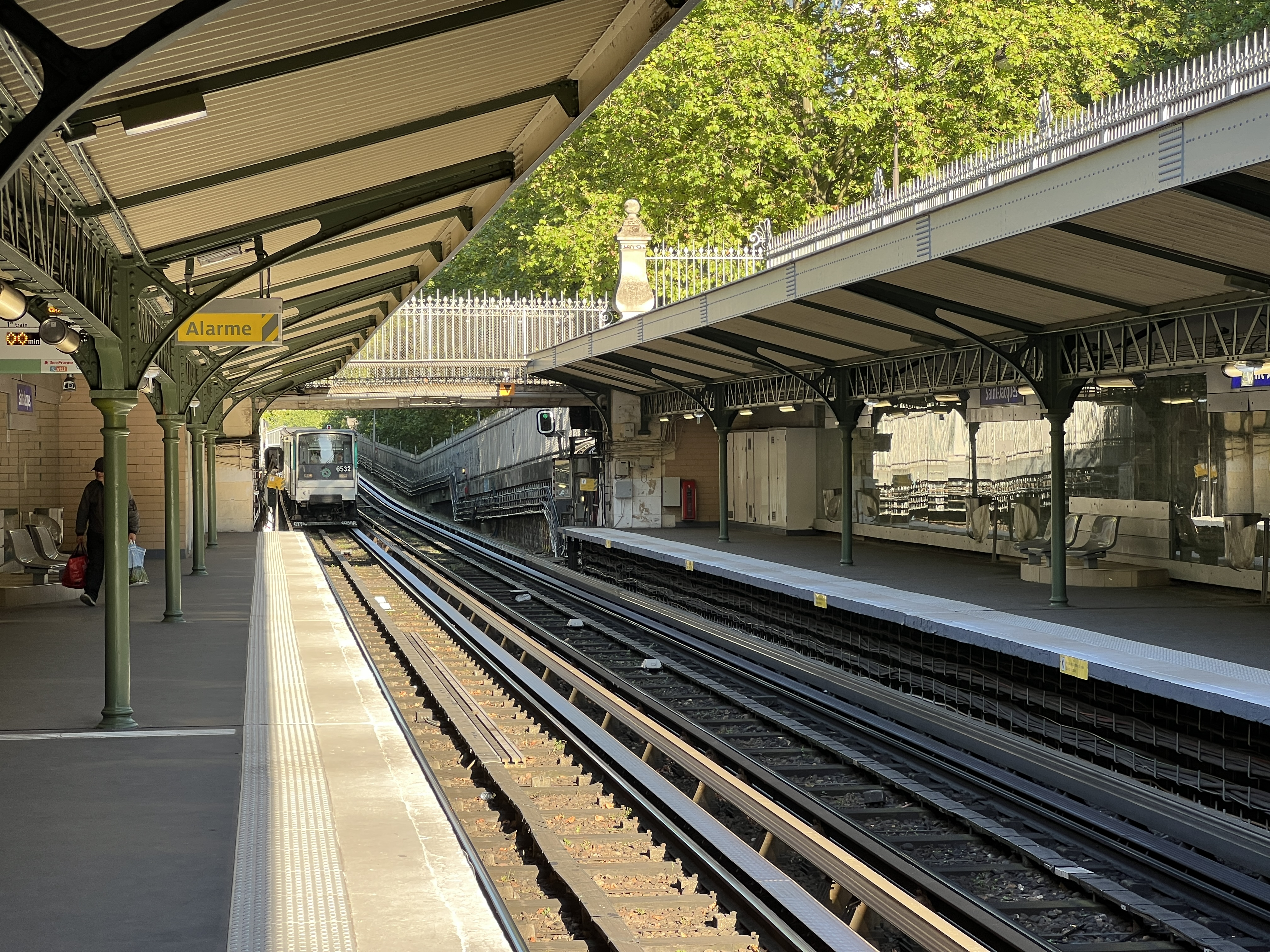
Saint-Jacques
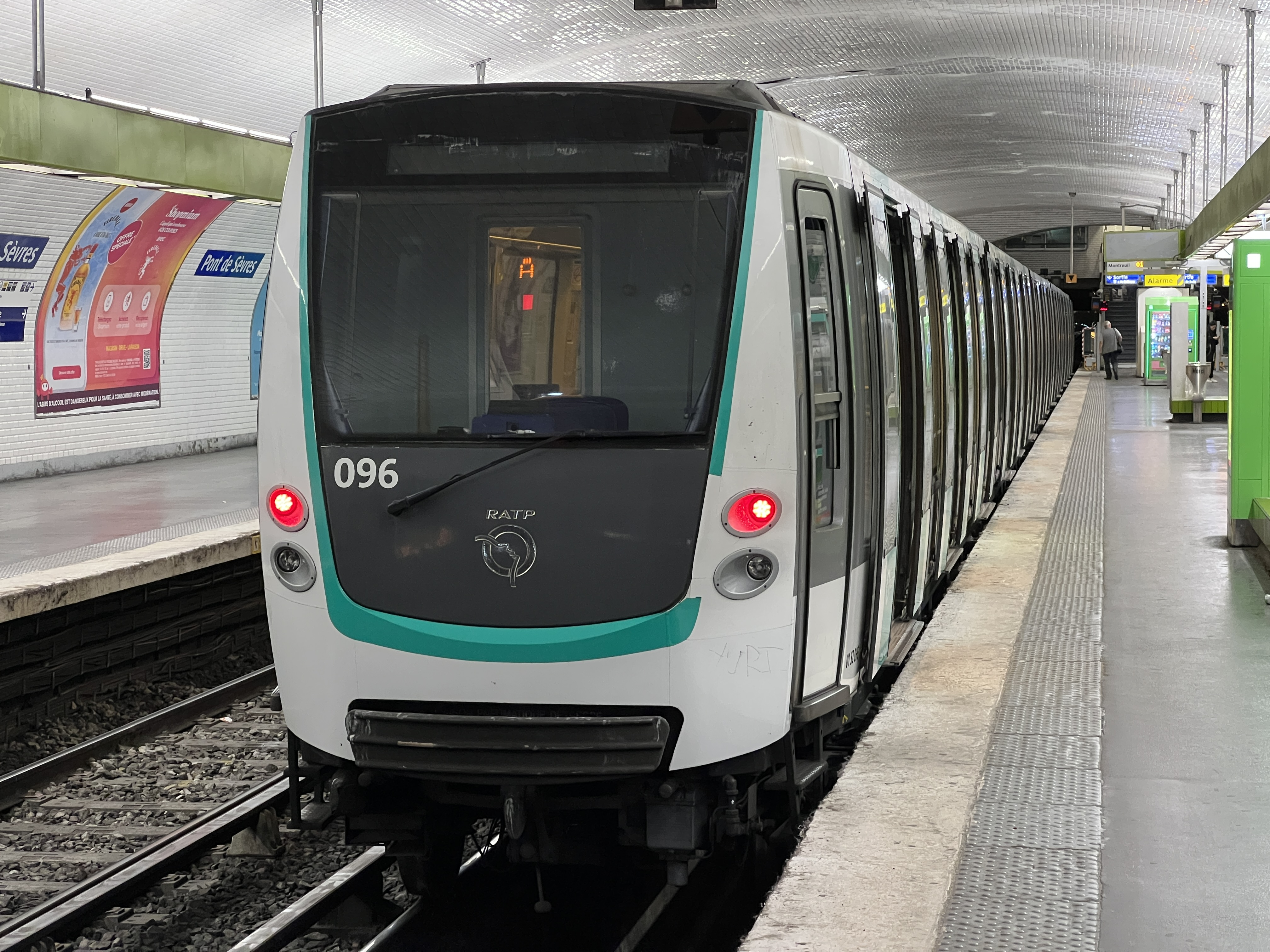
MF01 op Pont Sèvres
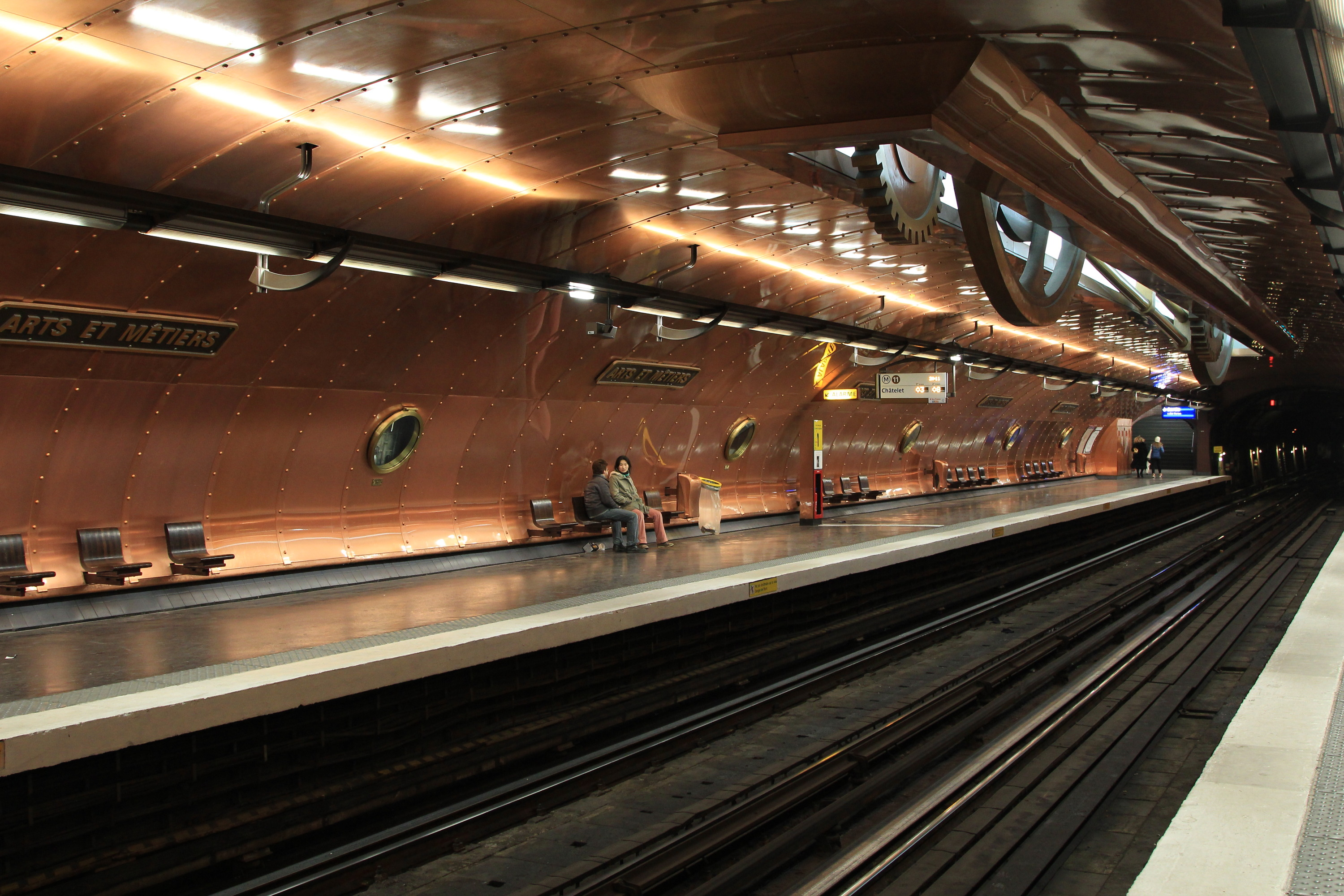
Arts et Métiers
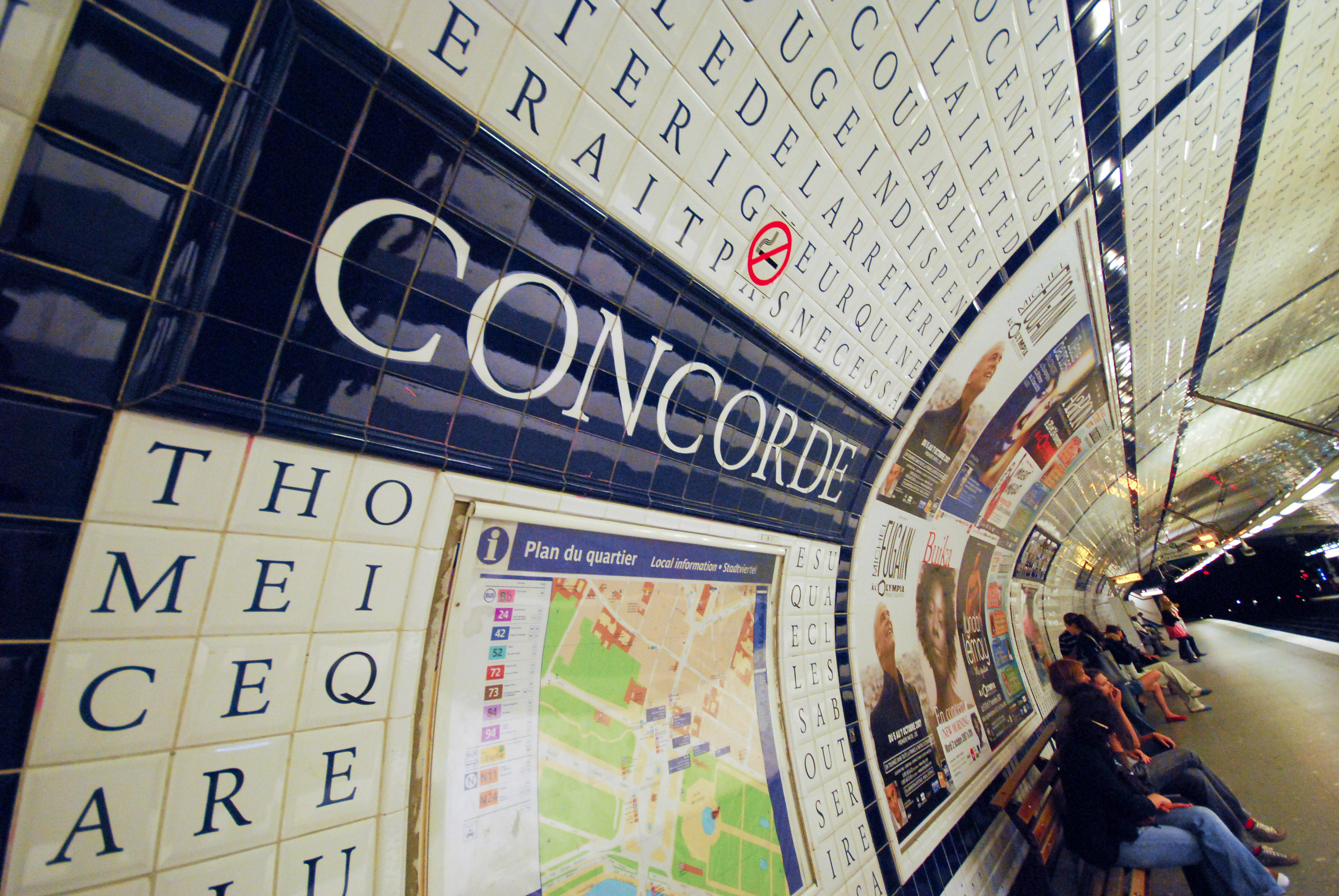
Concorde
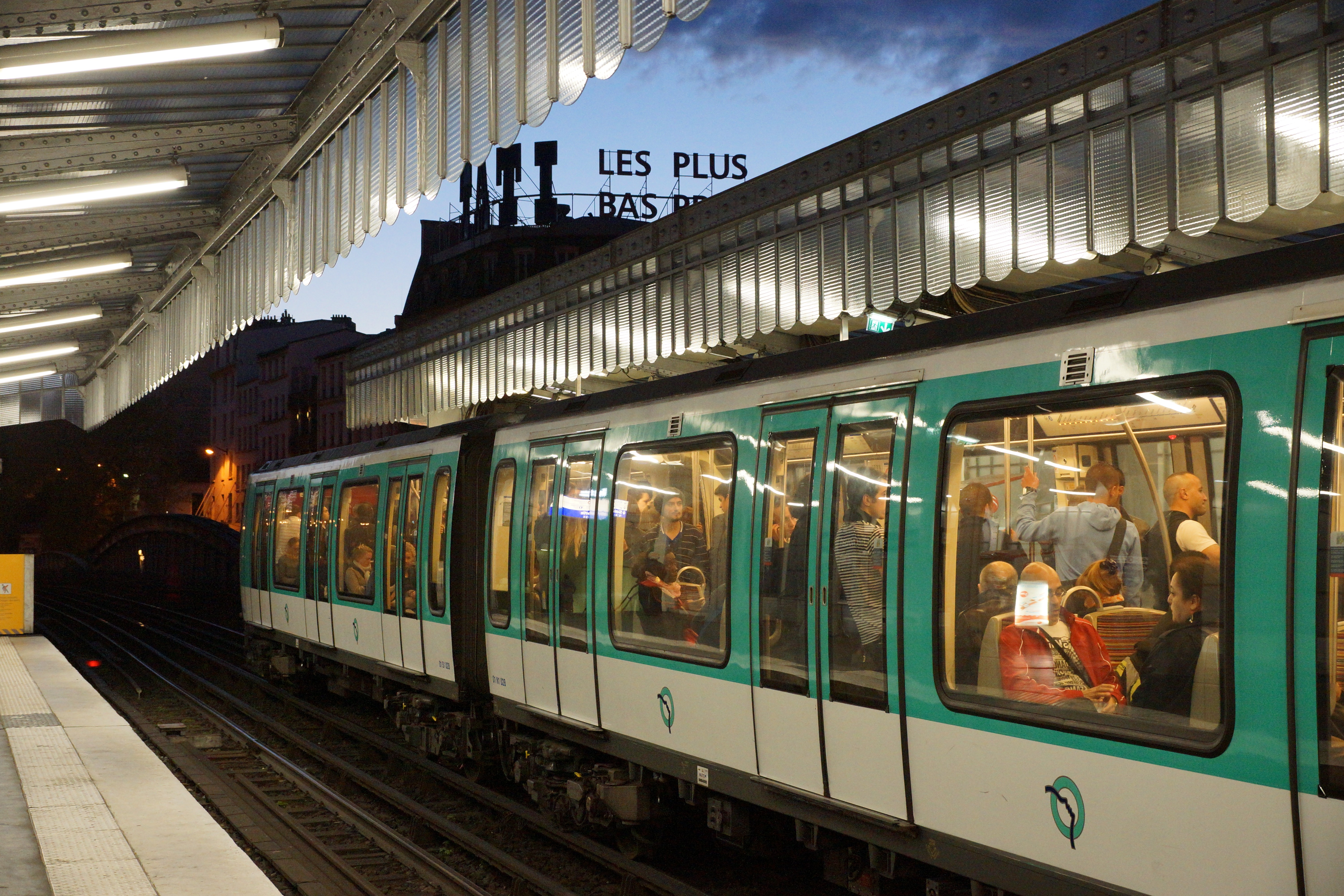
Barbès - Rochechouart

## Geschiedenis
Op 19 juli 1900 werd lijn 1 geopend tussen Porte Maillot en Porte de Vincennes. Deze lijn werd gebouwd door de Compagnie du chemin de fer métropolitain de Paris (CMP), die in 1899 was opgericht door de Belgische ondernemer Édouard Empain.
In 1910 werd de Société du chemin de fer électrique souterrain Nord-Sud de Paris (Nord-Sud) opgericht, die de lijnen A en B bouwde (de huidige lijnen 12 en 13). De concessie die ze kreeg, maakte dat een honderd procent Franse maatschappij de concurrentie aan kon gaan met de 'Belgen'. Echter, in 1930 werd Nord-Sud, dat te veel had geïnvesteerd en in financiële problemen was geraakt, overgenomen door de CMP. De Groep Empain bouwde niet alleen de metro, maar had ook de concessie op de uitbating ervan. In 1929 bediende de metro 400 miljoen reizigers per jaar, in 1940 waren dat er 700 miljoen. Deze stijgende lijn bleef zich voortzetten.
Vanaf 1945 volgde een periode waarin de voogdij van de overheid sterker werd, tot in 1948 de onderneming werd genationaliseerd en, samen met het bovengronds openbaar vervoer, voortaan werd uitgebaat door de Régie Autonome des Transports Parisiens (RATP). In het laatste verslag aan de algemene vergadering deelde de CMP mee dat in 1947 een reizigersaantal van 1,5 miljard was bereikt en een omzet van 1,8 miljard frank. In 1956 werd de bandenmetro geïntroduceerd. In 2011 reden op vijf van de zestien lijnen (te weten de lijnen 1, 4, 6, 11 en 14) metrostellen op luchtbanden.

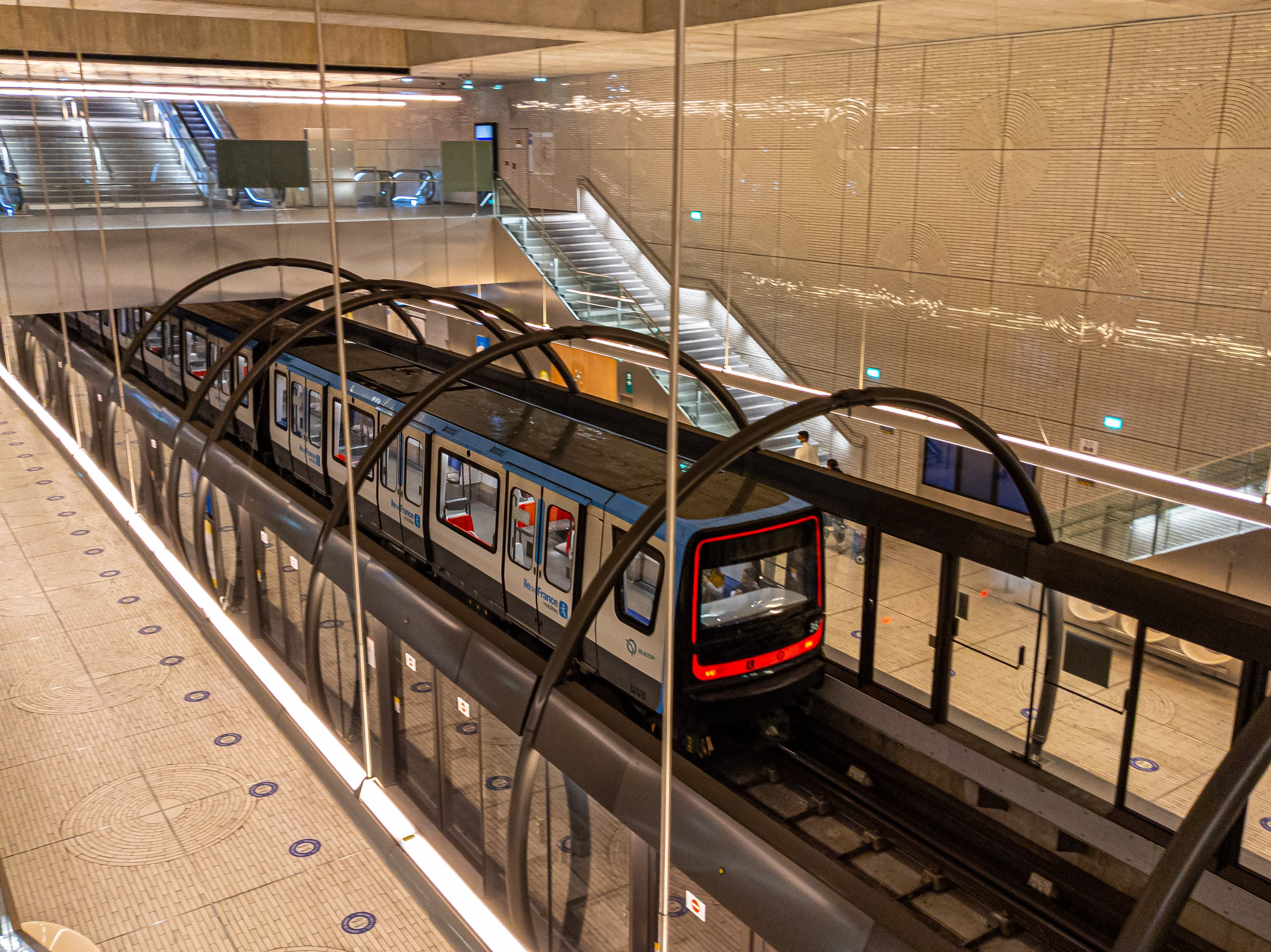
Mairie de Saint-Ouen op lijn 14, de nieuwste lijn in het netwerk

In 1998 werd lijn 14 geopend. Deze rijdt volautomatisch, zonder bestuurder. De treinen, die in staat zijn met een hoge frequentie van elke 85 seconden te rijden, zijn 90 m lang en hebben een capaciteit van bijna 800 passagiers. Lijn 14 vervoerde gemiddeld 175.000 passagiers per dag in 2004. De lijn werd gebouwd om de drukke centrale sectie van de lijn RER A te ontlasten. Inmiddels is lijn 14 niet meer de enige lijn die volautomatisch rijdt; ook lijnen 1 en 4 rijden zonder bestuurder.
Oorspronkelijk waren alle metrolijnen beperkt tot de binnenstad en kwamen niet verder dan de stadsmuren. Vandaar dat veel eindpunten de stadspoortnamen ("Porte") droegen. Vanuit deze eindpunten bedienden trams en bussen de voorsteden. Door de groei van de stad werd het noodzakelijk de metrolijnen tot in de voorsteden uit te breiden. Bijna alle metrolijnen zijn inmiddels verlengd naar de voorsteden. Het beste voorbeeld daarvan is lijn 8 in Créteil: het eindpunt Pointe du Lac is 8,6 kilometer verwijderd van het oorspronkelijk eindpunt bij de stadsmuren, Porte de Charenton. Een deel van het traject in de voorsteden is bovengronds. In 2024 liggen 225,2 km van het totale netwerk van 245,6 km ondergronds, dat is ongeveer 92%.
In de 21e eeuw zijn de volgende verlengingen aangelegd:
- Lijn 4 naar Lucie Aubrac (opening 13 januari 2022)
- Lijn 8 naar Pointe du Lac (opening 8 oktober 2011)
- Lijn 11: verlenging naar het oosten van Mairie des Lilas tot Rosny-Bois-Perrier (opening 13 juni 2024)[6]
- Lijn 12 naar Mairie d'Aubervilliers (opening 31 mei 2022)
- Lijn 13 naar Les Courtilles (opening 14 juni 2008)
- Lijn 14 naar Saint-Denis Pleyel en Aéroport d'Orly (opening 24 juni 2024)

## Lijnenkaart

Plattegrond van de Parijse metrolijnen (2024)

## Lijst van metrolijnen
Zoals gebruikelijk bij het stads- en streekvervoer hebben de lijnen een nummer. Daarnaast worden een kleur en de eindstations aangegeven.
| Nr. | Route                                                                 | Materieel   | Openingsdatum    | Lengte  | Aantal stations | Opmerking |
| --- | --------------------------------------------------------------------- | ----------- | ---------------- | ------- | --------------- | --- |
|     | La Défense ↔ Château de Vincennes                                     | MP 05       | 19 juli 1900     | 16,6 km | 25              | bandenmetro sinds 1964; volautomatische exploitatie sinds 2013; drukste lijn van het netwerk (2021)                          |
|     | Porte Dauphine ↔ Nation                                               | MF 01       | 13 december 1900 | 12,3 km | 25              | lijn 2 Noord (2 Nord) tot 14 oktober 1907                                                                                    |
|     | Pont de Levallois - Bécon ↔ Gallieni                                  | MF 67       | 19 oktober 1904  | 11,7 km | 25              | nieuwe treinen vanaf 2024 |
|     | Porte des Lilas ↔ Gambetta                                            | MF 67       | 27 maart 1971    | 1,3 km  | 4               | afgescheiden van lijn 3; nieuwe treinen vanaf 2024                                                                           |
|     | Porte de Clignancourt ↔ Bagneux - Lucie Aubrac                        | MP 89/05/14 | 21 april 1908    | 14 km   | 31              | bandenmetro sinds 1967; volautomatische exploitatie sinds 2023; tweede drukste lijn van het netwerk (2021)                   |
|     | Bobigny - Pablo Picasso ↔ Place d'Italie                              | MF 01       | 2 juni 1906      | 14,6 km | 22              | over de Seine met het Viaduc d'Austerlitz                                                                                    |
|     | Charles de Gaulle - Étoile ↔ Nation                                   | MP 73/89    | 1 maart 1909     | 13,7 km | 28              | lijn 2 Zuid (2 Sud) tot 14 oktober 1907; bandenmetro sinds 1974; over de Seine met de Pont de Bir-Hakeim en de Pont de Bercy |
|     | La Courneuve - 8 Mai 1945 ↔ Villejuif - Louis Aragon en Mairie d'Ivry | MF 77       | 5 november 1910  | 22,5 km | 38              | nieuwe treinen vanaf 2024 |
|     | Louis Blanc - Pré Saint-Gervais                                       | MF 88       | 3 december 1967  | 3,1 km  | 8               | afgescheiden van lijn 7; nieuwe treinen vanaf 2024                                                                           |
|     | Balard ↔ Créteil - Pointe du Lac                                      | MF 77       | 13 juli 1913     | 23,4 km | 38              | nieuwe treinen vanaf 2024 |
|     | Pont de Sèvres ↔ Mairie de Montreuil                                  | MF 01       | 8 november 1922  | 19,6 km | 37              | derde drukste lijn van het netwerk (2021)                                                                                    |
|     | Pont de Saint-Cloud ↔ Gare d'Austerlitz                               | MF 67       | 30 december 1923 | 11,7 km | 23              | nieuwe treinen vanaf 2024 |
|     | Châtelet ↔ Mairie des Lilas                                           | MP 59/14    | 28 april 1935    | 11,7 km | 19              | bandenmetro sinds 1956; nieuwe treinen sinds 2023                                                                            |
|     | Mairie d'Aubervilliers ↔ Mairie d'Issy                                | MF 67       | 5 november 1910  | 17,2 km | 31              | lijn Noord-Zuid A (Nord-Sud A) tot 1 januari 1930; nieuwe treinen vanaf 2024                                                 |
|     | Les Courtilles en Saint-Denis - Université ↔ Châtillon - Montrouge    | MF 77       | 26 februari 1911 | 24,4 km | 32              | lijn Noord-Zuid B (Nord-Sud B) tot 1 januari 1930; nieuwe treinen vanaf 2024                                                 |
|     | Saint-Denis Pleyel ↔ Aéroport d'Orly                                  | MP 14       | 15 oktober 1998  | 27,8 km | 20              | bandenmetro, volautomatische exploitatie                                                                                     |

## Metro-uitbreidingen

### Project Grand Paris Express
Er zijn ambitieuze plannen om rond Parijs in de voorsteden een grote automatische metroringlijn (lijn 15) en aanvullende metrolijnen te bouwen.
De geplande nieuwe metrolijnen zijn:
- : semi-ringlijn die bij Champigny Centre op zichzelf aansluit. Het andere stuk loopt door tot Noisy-Champs. De opening van het zuidelijk deel, tussen Noisy-Champs en Pont de Sèvres, wordt voorzien voor 2025.
- : een buitenringlijn van Noisy-Champs (aansluiting lijn 15) tot Saint-Denis Pleyel (aansluiting lijnen 14 en 15). In een verre toekomst zou die nog kunnen verlengd worden tot Versailles Chantiers (aansluiting lijn 18).
- : splitst af van lijn 16 in Le Bourget (RER) en bedient de luchthavens Le Bourget en Charles de Gaulle. Reizigers die met de metro vanuit de stad naar de luchthaven willen reizen, zullen in Saint-Denis Pleyel moeten overstappen van lijn 14.
- : van de luchthaven Orly tot Versailles Chantiers.

Diverse bestaande metrolijnen zullen verlengd worden om aansluiting te geven aan de ringlijn. Binnen het project Grand Paris Express zijn dat:
- Lijn 14 werd aan beide uiteinden verlengd om aansluiting te geven in Saint-Denis Pleyel en Villejuif Institut G. Roussy, loopt in het zuiden tot de luchthaven Orly (aansluiting lijn 18).
- Lijn 11, een verdere verlenging naar het oosten van Rosny-Bois-Perrier tot Noisy-Champs: uitgesteld zonder einddatum en dus uit het project gehaald.

De lijnen 14 en 15 zullen metrolijnen met een grote vervoerscapaciteit zijn (met lange perrons), terwijl de lijnen 16, 17 en 18 goedkoper uitgevoerd zullen worden met kortere perrons. De geplande oplevering van het eerste deel van metrolijn 15 wordt verwacht rond 2025.
Volgens de planning zou in 2030 het hele project voltooid moeten zijn. De aanlegkosten worden geraamd op 30 miljard euro.

### Andere geplande verlengingen
- Lijn 1: van Château de Vincennes naar Val de Fontenay (tracé goedgekeurd 2013)[11] In maart 2022 werd het publiek onderzoek afgerond, realisatie wordt ten vroegste verwacht in 2035.
- Lijn 10: studie verlenging van Gare d'Austerlitz naar Ivry-sur-Seine en later Vitry-sur-Seine (tracé goedgekeurd 2013)[12]

## Afbeeldingen

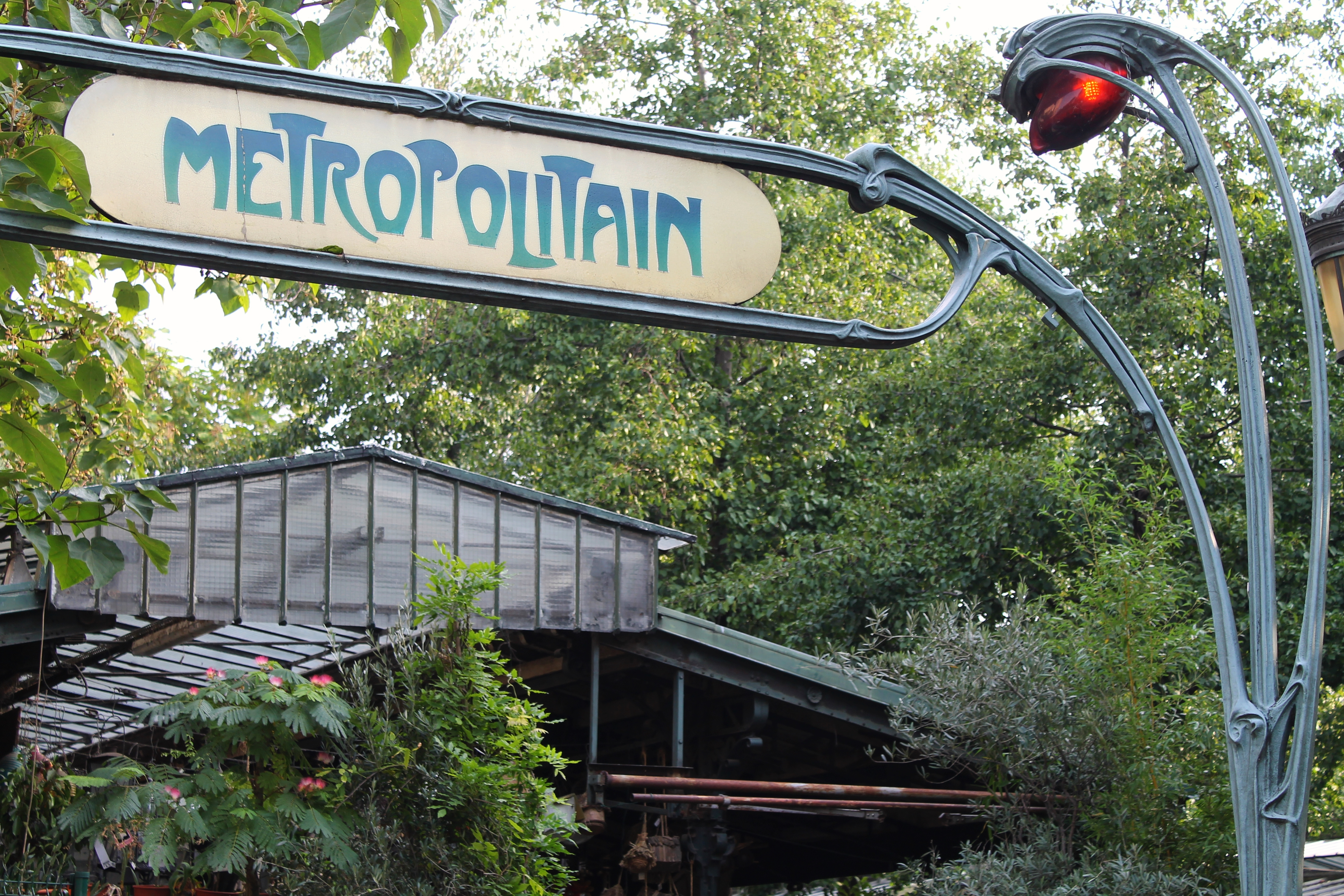
Art-nouveau-stationsingang op het Île de la Cité (lijn 4) in het hart van Parijs
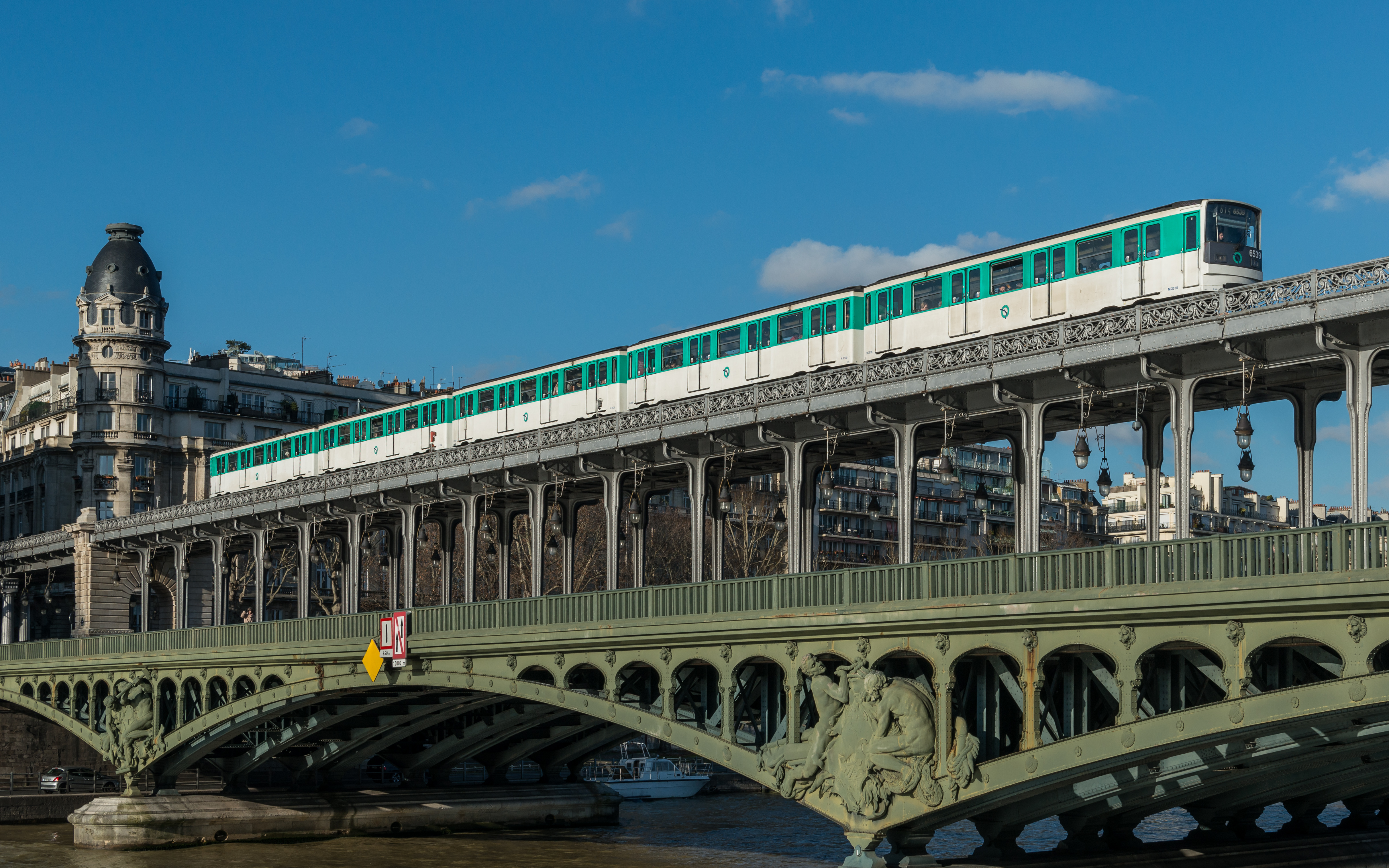
Lijn 6 op de Pont de Bir-Hakeim over de Seine
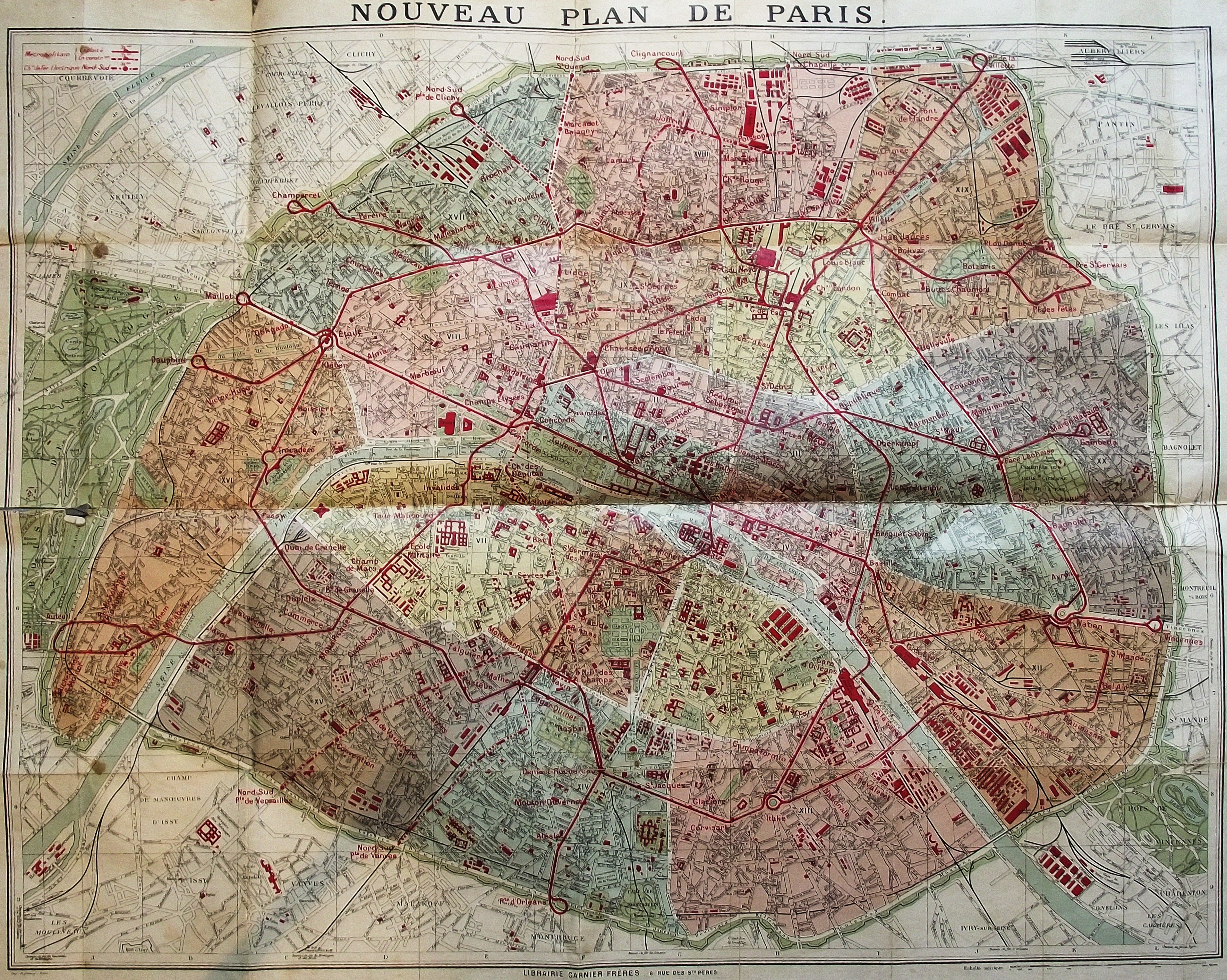
Het Parijse metronet in de jaren 1920, met de twee maatschappijen (CMP en Nord-Sud). Geen metrolijn reed voorbij de vroegere stadswallen.